# Calle Valencia (Managua)
La  Calle Valencia es una pequeña calle de sentido oeste y este, localizada en el Residencial Altamira, Managua, Nicaragua. Su nombre se debe en honor a la ciudad de Valencia, España.

## Trazado
La Calle Valencia inicia desde la intersección en una calle que no posee nombre y culmina Avenida El Chipate, en el Residencial Altamira, luego continúa la Calle Madroño.

## Barrios que atraviesa
La calle por ser pequeña sólo atraviesa el Residencial Los Robles.